# Eosentomon rachelae
Eosentomon rachelae är en urinsektsart som beskrevs av Andrzej Szeptycki och Meir Broza 2003. Eosentomon rachelae ingår i släktet Eosentomon och familjen trakétrevfotingar. Inga underarter finns listade i Catalogue of Life.